# Yukiya Sato
Yukiya Sato –en japonés, 佐藤幸椰, Satō Yukiya– (Ishikari, 19 de junio de 1995) es un deportista japonés que compite en salto en esquí.
Ganó una medalla de bronce en el Campeonato Mundial de Esquí Nórdico de 2019, en el trampolín grande por equipo. Participó en los Juegos Olímpicos de Pekín 2022, ocupando el cuarto lugar en la prueba de equipo mixto y el quinto en el trampolín largo por equipo.

## Palmarés internacional
| Campeonato Mundial | Campeonato Mundial | Campeonato Mundial | Campeonato Mundial |
| Año                | Lugar              | Medalla            | Prueba             |
| ------------------ | ------------------ | ------------------ | ------------------ |
| 2019               | Seefeld (Austria)  | Medalla de bronce  | TG por equipo      |